# William Bonner (Autor)
William „Bill“ Bonner (* 8. September 1948) ist ein US-amerikanischer Journalist und Autor. Er publiziert insbesondere zu wirtschaftswissenschaftlichen Themen.

## Werdegang
1979 gründete Bonner in Washington, D.C. eine Verlagsgesellschaft, die den Namen Agora erhielt. In den folgenden Jahren expandierte er mit dem Unternehmen in acht weitere Länder und beschäftigt über 1.000 Arbeitnehmer. 1999 gründete er zudem gemeinsam mit Addison Wiggin einen täglichen Newsletter, der unter dem Namen The Daily Reckoning erscheint.
Beim investor-verlag.de erscheint der kostenlose Newsletter Kapitalschutz Akte, in welchem eine deutsche Übersetzung von Herrn Bonner enthalten ist. Auf das Newsletter-Archiv kann rückwirkend bis Mai 2006 zugegriffen werden.
Gemeinsam mit Wiggin trat Bonner als Buchautor in Erscheinung. 2004 veröffentlichten die beiden Financial Reckoning Day, 2006 erschien Empire of Debt. Später schrieb er zusammen mit Lila Rajiva das Werk Mobs, Messiahs, and Markets, das 2008 mit dem getAbstract International Book Award ausgezeichnet wurde. Die Bücher wurden weltweit vertrieben und teilweise in weitere Sprachen übersetzt. Im April 2011 erschien sein viertes Buch Dice Have No Memory, das bereits kurz vor Erscheinen zu den Bestsellern bei amazon.com gehörte. Zudem schreibt er neben seinem Newsletter unregelmäßig Artikel und Kommentare für Zeitungen wie The Wall Street Journal, The Economist oder Financial Times.